# فرناندو دي سوزا ناسيمنتو
فرناندو دي سوزا ناسيمنتو هو لاعب كرة قدم برازيلي في مركز الدفاع، ولد في 19 أبريل 1987. لعب مع نادي فلومينينسي.